# 1706
1706 (MDCCVI) a fost un an obișnuit al calendarului gregorian, care a început într-o zi de joi.

## Nașteri
- 17 ianuarie: Benjamin Franklin, diplomat, om de stiință american, inventator, filosof, profesor și om politic (d. 1790)
- 22 noiembrie: Charles Spencer, Duce de Marlborough (d. 1758)

## Decese
- 27 aprilie: Bernhard I, Duce de Saxa-Meiningen, 56 ani (n. 1649)
- 3 martie: Johann Pachelbel, 52 de ani, compozitor german (n. 1653)